# Стедман-Джонс, Гарет
Гарет Стедман Джонс (англ. Gareth Stedman Jones; род. 17 декабря 1942) — британский учёный, историк, специалист по истории британской и европейской политической мысли периода от Французской революции до Первой мировой войны.
Доктор философии (1970), профессор Лондонского университета королевы Марии и прежде Кембриджа, директор в последнем Центра истории и экономики, фелло кембриджского Кингс-колледжа (с 1974). Член Британской академии (2013).

## Биография
Изучал историю в Оксфорде, интересовался политической мыслью и экономикой XIX века, окончил с отличием Линкольн-колледж (бакалавр, 1964). Степень доктора философии по истории получил в Наффилдском колледже, его исследовательский фелло в 1967-70 гг. Фелло кембриджского Кингс-колледжа (с 1974), затем ридер (1986-97) и профессор истории политической мысли Кембриджа, профессор политологии с 1997 года. С 2010 года профессор истории идей Лондонского университета королевы Марии. Фелло Королевского исторического общества. Подготовил около 50 PhD.
Редактор-основатель History Workshop Journal. Публиковался в History of European Ideas, Historical Journal, Global Intellectual History, Nature.
Автор интеллектуальной биографии Маркса (как отмечают, она вышла через 17 лет после биографии Маркса авторства Ф. Уина); как отмечал о ней Кирилл Кобрин: «Книга исключительно интересная — особенно для тех, кого 30 лет назад заставляли „читать Маркса“: для людей из СССР». В Guardian книгу отрецензировал журналист Oliver Bullough, а в Таймс — историк Dominic Sandbrook.
Высказывался, что социализм был «плодом критики не столько в адрес государства, сколько в адрес церкви, а также безуспешной революционной попыткой найти церкви замену».

### Публикации
- Karl Marx: Greatness and Illusion, Allen Lane and Harvard University Press, August 2016.

- An End to Poverty? London, Profile Books, July 2004. Columbia University Press, 2005.

- Karl Marx and Friedrich Engels, The Communist Manifesto, Harmondsworth, 2002, introduction of 180pp.

- Klassen, Politik, Sprache, edited by P. Schöttler, Munster, 1988.

- Languages of Class: Studies in English Working Class History, 1832—1982, Cambridge, 1983.

- Outcast London, Oxford, 1971 [reprinted with new preface, 1984; reprinted Harmondsworth, 1992; Open University edition, 2002; revised edition Verso 2013].